# Випинг Вотер (Небраска)
Випинг Вотер (енгл. Weeping Water) град је у америчкој савезној држави Небраска.

## Демографија
По попису из 2010. године број становника је 1.050, што је 53 (-4,8%) становника мање него 2000. године.
| Група             | 2000.         | 2010.         |
| Белци             | 1.087 (98,5%) | 1.031 (98,2%) |
| Афроамериканци    | 0 (0,0%)      | 2 (0,2%)      |
| Азијати           | 0 (0,0%)      | 1 (0,1%)      |
| Хиспаноамериканци | 6 (0,5%)      | 7 (0,7%)      |
| Укупно            | 1.103         | 1.050         |